# Perilampsis incohata
Perilampsis incohata är en tvåvingeart som beskrevs av De Meyer 2009. Perilampsis incohata ingår i släktet Perilampsis och familjen borrflugor.
Artens utbredningsområde är Etiopien. Inga underarter finns listade i Catalogue of Life.